# 滨湖波德斯多夫
滨湖波德斯多夫是奥地利布尔根兰州滨湖新锡德尔县的一个市镇。总面积41.71平方公里，总人口1998人，人口密度47.9人/平方公里（2001年）。